# Люганьян
Люганья́н (фр. Lugagnan, окс. Luganhan) — коммуна во Франции, находится в регионе Юг — Пиренеи. Департамент — Верхние Пиренеи. Входит в состав кантона Лурд-Эст. Округ коммуны — Аржелес-Газост.
Код INSEE коммуны — 65291.

## География

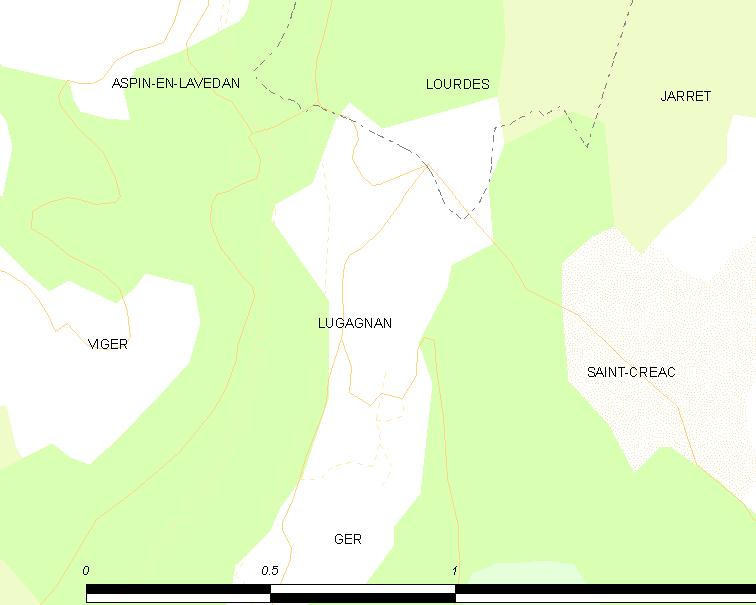
Карта коммуны

Коммуна расположена приблизительно в 670 км к югу от Парижа, в 135 км юго-западнее Тулузы, в 21 км к юго-западу от Тарба.
По территории коммуны протекают реки Гав-де-По и Нес (англ. Nés).

## Климат
Климат умеренно-океанический с солнечной тёплой погодой и обильными осадками на протяжении практически всего года.

## Население
Население коммуны на 2010 год составляло 158 человек.
| 1962 | 1968 | 1975 | 1982 | 1990 | 1999 | 2010 |
| ---- | ---- | ---- | ---- | ---- | ---- | ---- |
| 163  | 165  | 158  | 143  | 173  | 168  | 158  |

## Администрация
| Период | Период | Фамилия             | Партия                   | Примечания |
| ------ | ------ | ------------------- | ------------------------ | ---------- |
| 2001   | 2008   | Жан-Пьер Сувербьель | Радикальная левая партия |            |
| 2008   | 2020   | Жак Гарро           |                          |            |

## Экономика
В 2010 году среди 97 человек трудоспособного возраста (15-64 лет) 70 были экономически активными, 27 — неактивными (показатель активности — 72,2 %, в 1999 году было 77,2 %). Из 70 активных жителей работали 61 человек (32 мужчины и 29 женщин), безработных было 9 (8 мужчин и 1 женщина). Среди 27 неактивных 7 человек были учениками или студентами, 13 — пенсионерами, 7 были неактивными по другим причинам.